# Ihor Ničenko
Ihor Hryhorovyč Ničenko (in ucraino Ігор Григорович Ніченко?; Cherson, 18 aprile 1971) è un ex calciatore ucraino, di ruolo attaccante.

## Carriera
Fu capocannoniere del campionato ungherese nel 1996.